# Гијом Мисо
Гијом Мисо (фр. Guillaume Musso; Антиб, 6. јун 1974), често правописно неправилно као „Мусо”, француски је писац.

## Каријера
Рођен је 1974. године у француском граду Антиб (провинцији Прованса-Алпи-Азурна обала). Као дете много је читао и волео да чита, па је био сигуран да ће једног дана писати новеле.
Када је завршио средњу школу у Француској, Гијом са 19 година одлази у Сједињене Америчке Државе. Провео је неколико месеци у Њујорку, живећи са осталим странцима, зарађујући тако што је продавао сладолед. Вратио се у Француску, пун идеја за писање новела. Читаоци у његовим књигама могу примјетити утицај који је живот у САД имао на њега, јер су мјеста радње обично смјештена управо тамо.
Његова прва објављена књига је Skidamarink (2001), трилер који почиње крађом Мона Лизе из Лувра.
Након тешке саобраћајне несреће коју је имао, постаје заинтересован за искуства људи који су били близу смрти, и том приликом пише књигу Само буди овде (2004), о човеку који се враћа из мртвих. Та књига је продана у милион примерака у Француској, а преведена је на 23 језика.
По њој је 2009. снимљен и филм у којем глуми Џон Малкович.
2009. године, Гијом Мисо је био други најпродаванији аутор у Француској, а 2011. је био трећи аутор по броју проданих књига од 2008, одмах после Стефани Мајер и Харлана Кобена.
Досад су његове књиге преведене на 34 језика и продате су у 11 милиона примјерака широм света.

## Новеле
1. Skidamarink, 2001.
2. Само буди овде (Et après), 2004.
3. Можда небо зна (Sauve-moi), 2005.
4. Остани крај мене (Seras-tu là?), 2006.
5. Зато што те волим (Parce que je t'aime), 2007.г
6. Врати ми се (Je reviens te chercher), 2008.
7. Како бих без тебе (Que serais-je sans toi?), 2009.
8. Девојка од папира (La Fille de papier), 2010.
9. Зов анђела (L'Appel de l'ange), 2011.
10. 7 година касније (7 ans après), 2012.
11. Ако сутра не постоји (Demain), 2013.
12. Централ Парк (Central Park), 2014.
13. У једном трену (L’instant présent), 2015.
14. Девојка из Бруклина (La Fille de Brooklyn), 2016.
15. Стан у Паризу (Un Appartement à Paris), 2017.
16. Девојка и ноћ (La jeune fille et la nuit), 2018.
17. Тајни живот писаца (La vie secrète des écrivains), 2019.
18. Живот је роман (La vie est un roman), 2020.
19. Незнанка са Сене (L'inconnue de la Seine), 2021
20. Анжелик
21. Неко други, 2024.